# ナジル人
ナジル人（ナジルびと）とは、聖書に登場する、自ら志願して、あるいは神の任命を受けることによって、特別な誓約を神に捧げた者のことである。実名で知られている者としてはサムソンが挙げられるが、他にも大勢のナジル人が存在したことを聖書は示している。また、サムエルもナジル人であったとする意見もある。
ヘブライ語のナジールは、「聖別された者」を意味する。この同じ語は、ヨセフが祝福されたことに関連しても用いられている。

## ナジル人の誓約
「民数記」6章にその規定が存在する。
- ありとあらゆる葡萄の木の産物を口にすることを禁止される。葡萄酒、葡萄酢（ワイン・ビネガー）、生のまま、干したもの（レーズン）、まだ熟していないもの、皮、が列挙されている。
- 髪を切ってはいけない。
- 死者に近づいてはいけない。たとえそれが自分の父母であっても例外は存在しない。

## 新約聖書におけるナジル人
福音書の記述から、洗礼者ヨハネがナジル人として生活を送っていたことを窺い知ることができる。
他に、「ナザレの」イエスは、ナジル人のことではないかという説もある。しかしイエスは大酒飲みと非難されることもあり、また、彼は死体にも近づいている。
しかし、ナザレのヨセフの息子であることは、「創世記」のヨセフが「兄弟たちから選ばれた（＝ナジール）者の頭にあるように」(49:26)と祝福されたこととの関連を窺わせる。
共観福音書の最後の晩餐の席で「わたしの父の国であなたがたと共に新たに飲むその日まで、今後ぶどうの実から作ったものを飲むことは決してあるまい。」（マタイ26:29など）と宣言するのは、ナジル人としての誓願とも解釈できる。